# NGC 7134
NGC 7134 – grupa gwiazd znajdująca się w gwiazdozbiorze Koziorożca, klasyfikowana jako asteryzm lub gromada otwarta. Odkrył ją Christian Peters w 1860 roku i skatalogował jako obiekt typu „mgławicowego”. Asteryzm składa się z czterech gwiazd ułożonych ciasno obok siebie w kształcie łuku, położonych ok. 30 sekund kątowych na południe od jaśniejszej gwiazdy 11 wielkości. Gromada znajduje się w odległości ok. 3,5 tys. lat świetlnych od Słońca oraz 25,2 tys. lat świetlnych od centrum Galaktyki.